# Associazione Calcio Fanfulla 1874 1977-1978
Questa voce raccoglie le informazioni riguardanti l'Associazione Calcio Fanfulla 1874 nelle competizioni ufficiali della stagione 1977-1978.

## Stagione
Dopo tredici anni il Fanfulla ritorna in Serie C piazzandosi al terzo posto nel girone B del campionato di Serie D con 42 punti. Le prime cinque squadre in classifica, Pavia (46 punti) - Legnano (43) e Vigevano (41), sono state tutte promosse nella nuova Serie C2.

## Rosa
| N. |                   | Ruolo | Calciatore            |
| -- | ----------------- | ----- | --------------------- |
|    | Italia (bandiera) | P     | Claudio Fadoni        |
|    | Italia (bandiera) | P     | Luigi Massimo Venturi |
|    | Italia (bandiera) | D     | Aldo Acerbi           |
|    | Italia (bandiera) | D     | Domenico Daccò        |
|    | Italia (bandiera) | D     | Teodoro Andreoli      |
|    | Italia (bandiera) | D     | Riccardo Fiocchi      |
|    | Italia (bandiera) | D     | Agostino Lameri       |
|    | Italia (bandiera) | D     | Pietro Piazzoni       |
|    | Italia (bandiera) | C     | Servilio Bosis        |

| N. |                   | Ruolo | Calciatore       |
| -- | ----------------- | ----- | ---------------- |
|    | Italia (bandiera) | C     | Tiziano Brusa    |
|    | Italia (bandiera) | C     | Antonio Cipelli  |
|    | Italia (bandiera) | C     | Umberto Rossetti |
|    | Italia (bandiera) | C     | Adelio Sironi    |
|    | Italia (bandiera) | A     | Bruno Minini     |
|    | Italia (bandiera) | A     | Danilo Regonesi  |
|    | Italia (bandiera) | A     | Mario Salari     |
|    | Italia (bandiera) | A     | Augusto Vanazzi  |